# Wapendrager

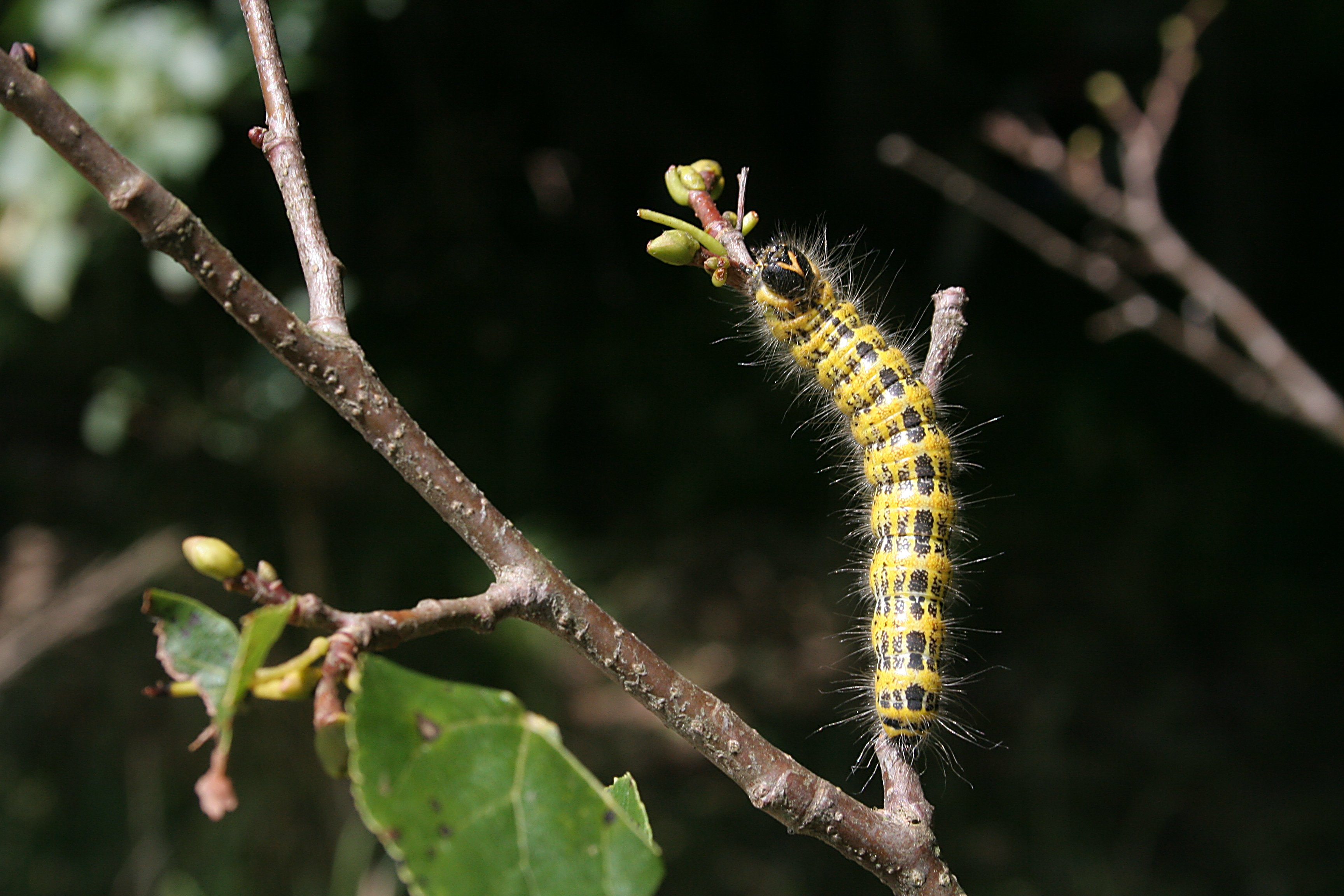
Rups met geelgekeperde zwarte kop

De wapendrager of wapendragervlinder (Phalera bucephala) is een vlinder uit de familie van de tandvlinders die voorkomt in Midden-Europa en West-Europa.

## Uiterlijk
De wapendrager wordt tussen de 55 en 68 mm groot.
De rupsen bedragen een lengte van 60 tot 70 mm in lengte en zijn behaard. De grondkleur is geel met smalle en brede zwarte lengtebanden. De kop is glimmend zwart, met bovenop een opvallende gele V met de punt naar achteren.
De vrouwelijke vlinders zijn groter dan de mannelijke.
De voorvleugels van de imagines zijn zilverig grijsbruin met een min of meer schildvormige vaalgele tot okergele punt. De achtervleugels zijn vaalgeel.
De wapendrager kan zich hiermee perfect camoufleren door, in rusthouding, zijn vleugels op te rollen langs zijn lichaam en zijn kop in te trekken, daardoor lijkt hij op een afgebroken berkentakje, een geval van mimicry.
Bij gevaar spreidt hij zijn vleugels uit, waardoor hij plotseling lijkt op een gezicht met grote ogen en een lichte neusvleugel.

## Voorkomen
Wapendragers komen voor in tuinen, parken, weiden en loofbossen. Ze zijn wijdverspreid en overal in Nederland waar te nemen.

## Levenswijze
Door de perfecte camouflage is de levenswijze van de wapendrager zeer onopvallend. Ze zijn het beste waar te nemen aan het begin van de nacht als ze gaan vliegen en op het licht afkomen. De vliegperiode is van mei tot en met juli.
De rups voedt zichzelf op bladeren van onder andere de wilg, populier, berk, linde en els. Het is een erg vraatzuchtige rups tot hij bijna volwassen is. Vaak eten zij de bomen kaal. Als hij klaar is om te verpoppen dan doet hij dat in de grond.

## Benaming
De Nederlandse benaming wapendrager komt van de kop van de rups, die de vorm en tekening heeft van een gekeperd wapenschild. Later is ook wel verondersteld dat de naam verwijst naar de schildvormige vlekken op de punten van de voorvleugels.

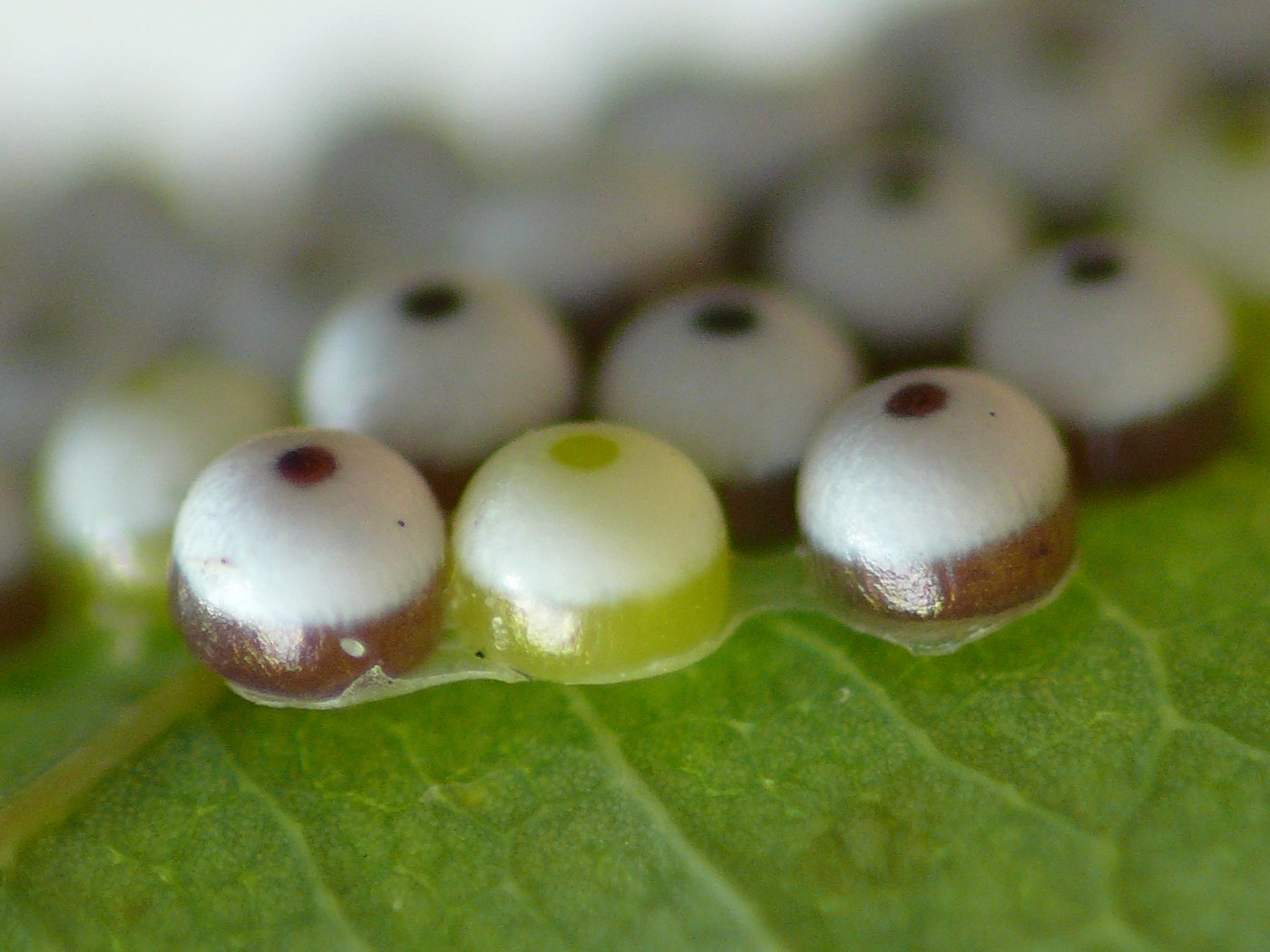
Eitjes
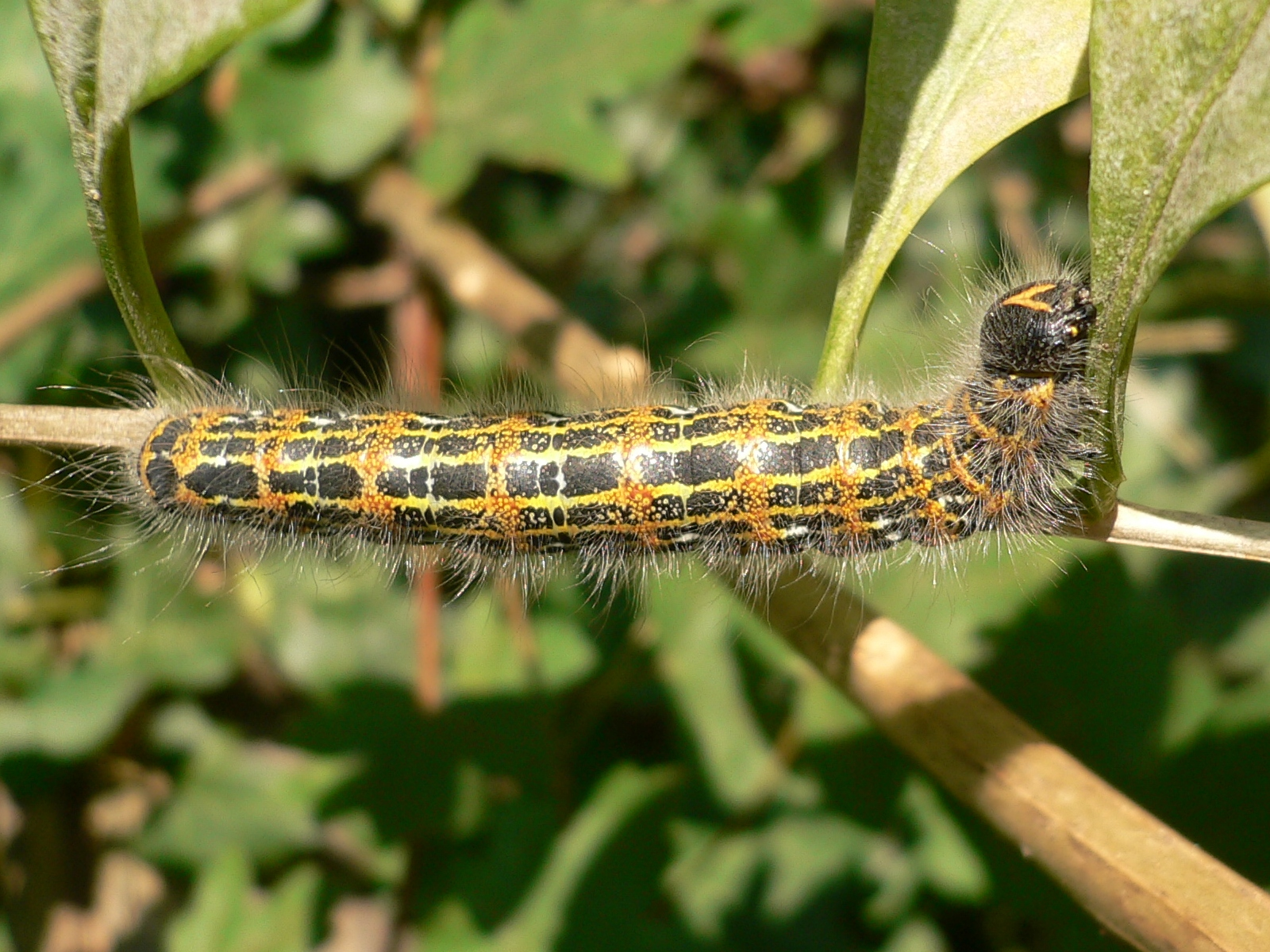
Rups